# Gustavo De Meo
Gustavo De Meo (* 25. August 1920 in Serracapriola; † 1. Mai 2010) war ein italienischer Politiker.

## Werdegang
De Meo studierte Rechtswissenschaften. Von 1948 bis 1976 war er für die Democrazia Cristiana Mitglied der italienischen Abgeordnetenkammer. Mehrfach gehörte er dem Präsidium der Camera an. Von April bis Juli 1960 war er in der Regierung Tambroni Unterstaatssekretär zum Ministerratspräsidium.

## Ehrungen
- 1958: Großes Verdienstkreuz mit Stern und Schulterband der Bundesrepublik Deutschland
- 1976: Großkreuz des Verdienstordens der Italienischen Republik